# Pavel Kalvach
Pavel Kalvach (* 25. dubna 1944 Praha) je český lékař specializující se v oboru neurologie, vysokoškolský pedagog a v letech 1996–2006 přednosta Neurologické kliniky 3. LF UK a Fakultní nemocnice Královské Vinohrady v Praze.
Působil jako předseda České neurologické společnosti a viceprezident Evropské federace neurologických společností. Na konci 80. let byl také funkcionářem KSČ.

## Profesní kariéra
V roce 1967 ukončil Fakultu všeobecného lékařství Univerzity Karlovy v Praze. Po promoci nastoupil do Fyziologického ústavu Československé akademie věd a krátce pracoval v okresní nemocnici v Šumperku; v letech 1971 až 1987 působil na Neurologické klinice 1. LF UK a VFN v Praze, na které získal dvě atestace z neurologie (I. roku 1972, II. roku 1975), léta 1983 mu byl udělen vědecký titul kandidát věd po obhajobě disertační práce Sledování mozkového mikrovaskulárního průtoku, habilitoval se v roce 1988 (docent) a v roce 2003 byl jmenován profesorem Univerzity Karlovy pro obor neurologie. 26. listopadu 1989 vystoupil jako řečník na Městském aktivu předsedů základních organizací KSČ. V době vznikajícího Občanského fóra vyzval k uplatnění moskevských zkušeností, které by umožnilo větší otevřenost strany směrem k veřejnosti.
V období 1988–1992 pracoval jako přednosta Neurologické kliniky Institutu postgraduálního vzdělávání a mezi lety 1996 a 2006 jako přednosta Neurologické kliniky 3. LF UK a FNKV v Praze. Přednášel na 1. LF UK a 3. lékařské fakultě Univerzity Karlovy v Praze.
Profesně se zaměřuje na neuroradiologii – zobrazovací metody mozku a mozková cévní onemocnění.
Absolvoval čtyři pracovní pobyty na Yale University.

## Členství
V roce 1993 se stal členem správní rady nadace Nadání Josefa, Marie a Zdenky Hlávkových; je členem redakční rady odborného časopisu Journal of Neurological Science.
V letech 1990–1995 působil jako předseda Československé, od roku 1993 České neurologické společnosti, v období 1999–2003 byl generálním sekretářem a v letech 2003–2007 pak viceprezidentem Evropské federace neurologických společností.

## Publikační činnost
- Mozkové ischemie a hemoragie. Praha: Grada, 1997
- Migréna: minimum pro praxi. Praha: Triton, 1998 (spoluautor Eva Medová)